# منتخب كازاخستان لكرة القدم
منتخب كازاخستان لكرة القدم (بالكازاخية: Қазақстан Ұлттық футбол құрама командасы)، هو ممثل كازاخستان الرسمي في رياضة كرة القدم ويشرف عليه اتحاد كازاخستان لكرة القدم المتأسس عام 1914، ويعتبر منتخب كازاخستان هو الثاني والأخير آسيوياً بعد إسرائيل انضماماً إلى الاتحاد الأوروبي لكرة القدم.
تأسست الرابطة الكازاخستانية لكرة القدم عام 1992 بعد الاستقلال عن الاتحاد السوفييتي وانضمت إلى الاتحاد الآسيوي لكرة القدم في ذلك العام، وشاركت كازاخستان للمرة الأولى في تصفيات كأس آسيا 1996 وكأس العالم لكرة القدم 1998، ولكن في عام 2002 انشقت كازاخستان عن قارة آسيا لتنضم إلى قارة أوروبا.

## سجل المشاركات

### كأس العالم
| 1930 إلى 1990 | كان جزءا من الاتحاد السوفيتي | كان جزءا من الاتحاد السوفيتي | كان جزءا من الاتحاد السوفيتي | كان جزءا من الاتحاد السوفيتي | كان جزءا من الاتحاد السوفيتي | كان جزءا من الاتحاد السوفيتي | كان جزءا من الاتحاد السوفيتي | كان جزءا من الاتحاد السوفيتي | -  | -  | -  | -  | -  | -   |
| 1994          | انسحب من التصفيات            | انسحب من التصفيات            | انسحب من التصفيات            | انسحب من التصفيات            | انسحب من التصفيات            | انسحب من التصفيات            | انسحب من التصفيات            | انسحب من التصفيات            | -  | -  | -  | -  | -  | -   |
| 1998          | لم يتأهل                     | لم يتأهل                     | لم يتأهل                     | لم يتأهل                     | لم يتأهل                     | لم يتأهل                     | لم يتأهل                     | لم يتأهل                     | 12 | 5  | 3  | 4  | 22 | 21  |
| 2002          | لم يتأهل                     | لم يتأهل                     | لم يتأهل                     | لم يتأهل                     | لم يتأهل                     | لم يتأهل                     | لم يتأهل                     | لم يتأهل                     | 6  | 4  | 2  | 0  | 20 | 2   |
| 2006          | لم يتأهل                     | لم يتأهل                     | لم يتأهل                     | لم يتأهل                     | لم يتأهل                     | لم يتأهل                     | لم يتأهل                     | لم يتأهل                     | 12 | 0  | 1  | 11 | 6  | 29  |
| 2010          | لم يتأهل                     | لم يتأهل                     | لم يتأهل                     | لم يتأهل                     | لم يتأهل                     | لم يتأهل                     | لم يتأهل                     | لم يتأهل                     | 10 | 2  | 0  | 8  | 11 | 29  |
| 2014          | لم يتأهل                     | لم يتأهل                     | لم يتأهل                     | لم يتأهل                     | لم يتأهل                     | لم يتأهل                     | لم يتأهل                     | لم يتأهل                     | 10 | 1  | 2  | 7  | 6  | 21  |
| 2018          | لم يتأهل                     | لم يتأهل                     | لم يتأهل                     | لم يتأهل                     | لم يتأهل                     | لم يتأهل                     | لم يتأهل                     | لم يتأهل                     | 10 | 0  | 3  | 7  | 6  | 26  |
| 2022          | لم يتأهل                     | لم يتأهل                     | لم يتأهل                     | لم يتأهل                     | لم يتأهل                     | لم يتأهل                     | لم يتأهل                     | لم يتأهل                     | -  | -  | -  | -  | -  | -   |
| المجموع       |                              | 0/21                         |                              |                              |                              |                              |                              | -                            | 60 | 12 | 11 | 37 | 71 | 128 |

### بطولة أمم أوروبا
| بطولة أمم أوروبا | بطولة أمم أوروبا                               | بطولة أمم أوروبا                               | بطولة أمم أوروبا                               | بطولة أمم أوروبا                               | بطولة أمم أوروبا                               | بطولة أمم أوروبا                               | بطولة أمم أوروبا                               | بطولة أمم أوروبا                               |
| السنة            | الدور                                          | الترتيب                                        | لعب                                            | فاز                                            | تعادل                                          | خسر                                            | له                                             | عليه                                           |
| ---------------- | ---------------------------------------------- | ---------------------------------------------- | ---------------------------------------------- | ---------------------------------------------- | ---------------------------------------------- | ---------------------------------------------- | ---------------------------------------------- | ---------------------------------------------- |
| 1960 إلى 1992    | كان جزءأ من الاتحاد السوفييتي (عضو في اليويفا) | كان جزءأ من الاتحاد السوفييتي (عضو في اليويفا) | كان جزءأ من الاتحاد السوفييتي (عضو في اليويفا) | كان جزءأ من الاتحاد السوفييتي (عضو في اليويفا) | كان جزءأ من الاتحاد السوفييتي (عضو في اليويفا) | كان جزءأ من الاتحاد السوفييتي (عضو في اليويفا) | كان جزءأ من الاتحاد السوفييتي (عضو في اليويفا) | كان جزءأ من الاتحاد السوفييتي (عضو في اليويفا) |
| 1996             | لم يكن عضوا في اليويفا                         | لم يكن عضوا في اليويفا                         | لم يكن عضوا في اليويفا                         | لم يكن عضوا في اليويفا                         | لم يكن عضوا في اليويفا                         | لم يكن عضوا في اليويفا                         | لم يكن عضوا في اليويفا                         | لم يكن عضوا في اليويفا                         |
| 2000 إلى 2004    | عضو مرشح في اليويفا                            | عضو مرشح في اليويفا                            | عضو مرشح في اليويفا                            | عضو مرشح في اليويفا                            | عضو مرشح في اليويفا                            | عضو مرشح في اليويفا                            | عضو مرشح في اليويفا                            | عضو مرشح في اليويفا                            |
| 2008             | لم يتأهل                                       | لم يتأهل                                       | لم يتأهل                                       | لم يتأهل                                       | لم يتأهل                                       | لم يتأهل                                       | لم يتأهل                                       | لم يتأهل                                       |
| 2012             | لم يتأهل                                       | لم يتأهل                                       | لم يتأهل                                       | لم يتأهل                                       | لم يتأهل                                       | لم يتأهل                                       | لم يتأهل                                       | لم يتأهل                                       |
| 2016             | لم يتأهل                                       | لم يتأهل                                       | لم يتأهل                                       | لم يتأهل                                       | لم يتأهل                                       | لم يتأهل                                       | لم يتأهل                                       | لم يتأهل                                       |
| 2020             | لم يتحدد بعد                                   | لم يتحدد بعد                                   | لم يتحدد بعد                                   | لم يتحدد بعد                                   | لم يتحدد بعد                                   | لم يتحدد بعد                                   | لم يتحدد بعد                                   | لم يتحدد بعد                                   |
| 2024             | لم يتحدد بعد                                   | لم يتحدد بعد                                   | لم يتحدد بعد                                   | لم يتحدد بعد                                   | لم يتحدد بعد                                   | لم يتحدد بعد                                   | لم يتحدد بعد                                   | لم يتحدد بعد                                   |
| المجموع          |                                                | 0/15                                           |                                                |                                                |                                                |                                                |                                                |                                                |

1. ↑  في عام 2000، أصبح الإتحاد الكازاخستاني عضو مرشح في الاتحاد الأوروبي لكرة القدم وحصل على عضوية كاملة بعد بضع سنوات لاحقة.

### الألعاب الآسيوية
| سجل الألعاب الآسيوية | سجل الألعاب الآسيوية            | سجل الألعاب الآسيوية            | سجل الألعاب الآسيوية            | سجل الألعاب الآسيوية            | سجل الألعاب الآسيوية            | سجل الألعاب الآسيوية            | سجل الألعاب الآسيوية            | سجل الألعاب الآسيوية            |
| السنة                | النتيجة                         | فارق الأهداف                    | فاز                             | تعادل*                          | خسر                             | له                              | عليه                            |                                 |
| -------------------- | ------------------------------- | ------------------------------- | ------------------------------- | ------------------------------- | ------------------------------- | ------------------------------- | ------------------------------- | ------------------------------- |
| 1951                 | -                               | 0                               | 0                               | 0                               | 0                               | 0                               | 0                               |                                 |
| 1954                 | -                               | 0                               | 0                               | 0                               | 0                               | 0                               | 0                               |                                 |
| 1958                 | -                               | 0                               | 0                               | 0                               | 0                               | 0                               | 0                               |                                 |
| 1962                 | -                               | 0                               | 0                               | 0                               | 0                               | 0                               | 0                               |                                 |
| 1966                 | -                               | 0                               | 0                               | 0                               | 0                               | 0                               | 0                               |                                 |
| 1970                 | -                               | 0                               | 0                               | 0                               | 0                               | 0                               | 0                               |                                 |
| 1974                 | -                               | 0                               | 0                               | 0                               | 0                               | 0                               | 0                               |                                 |
| 1978                 | -                               | 0                               | 0                               | 0                               | 0                               | 0                               | 0                               |                                 |
| 1982                 | -                               | 0                               | 0                               | 0                               | 0                               | 0                               | 0                               |                                 |
| 1986                 | -                               | 0                               | 0                               | 0                               | 0                               | 0                               | 0                               |                                 |
| 1990                 | -                               | 0                               | 0                               | 0                               | 0                               | 0                               | 0                               |                                 |
| 1994                 | -                               | 0                               | 0                               | 0                               | 0                               | 0                               | 0                               |                                 |
| 1998                 | -                               | 5                               | 2                               | 1                               | 2                               | 8                               | 6                               |                                 |
| 2002–الآن            | انظر منتخب كازاخستان تحت 23 سنة | انظر منتخب كازاخستان تحت 23 سنة | انظر منتخب كازاخستان تحت 23 سنة | انظر منتخب كازاخستان تحت 23 سنة | انظر منتخب كازاخستان تحت 23 سنة | انظر منتخب كازاخستان تحت 23 سنة | انظر منتخب كازاخستان تحت 23 سنة | انظر منتخب كازاخستان تحت 23 سنة |
| المجموع              | 1/13                            | 5                               | 2                               | 1                               | 2                               | 8                               | 6                               |                                 |